# Landkreis Tepl

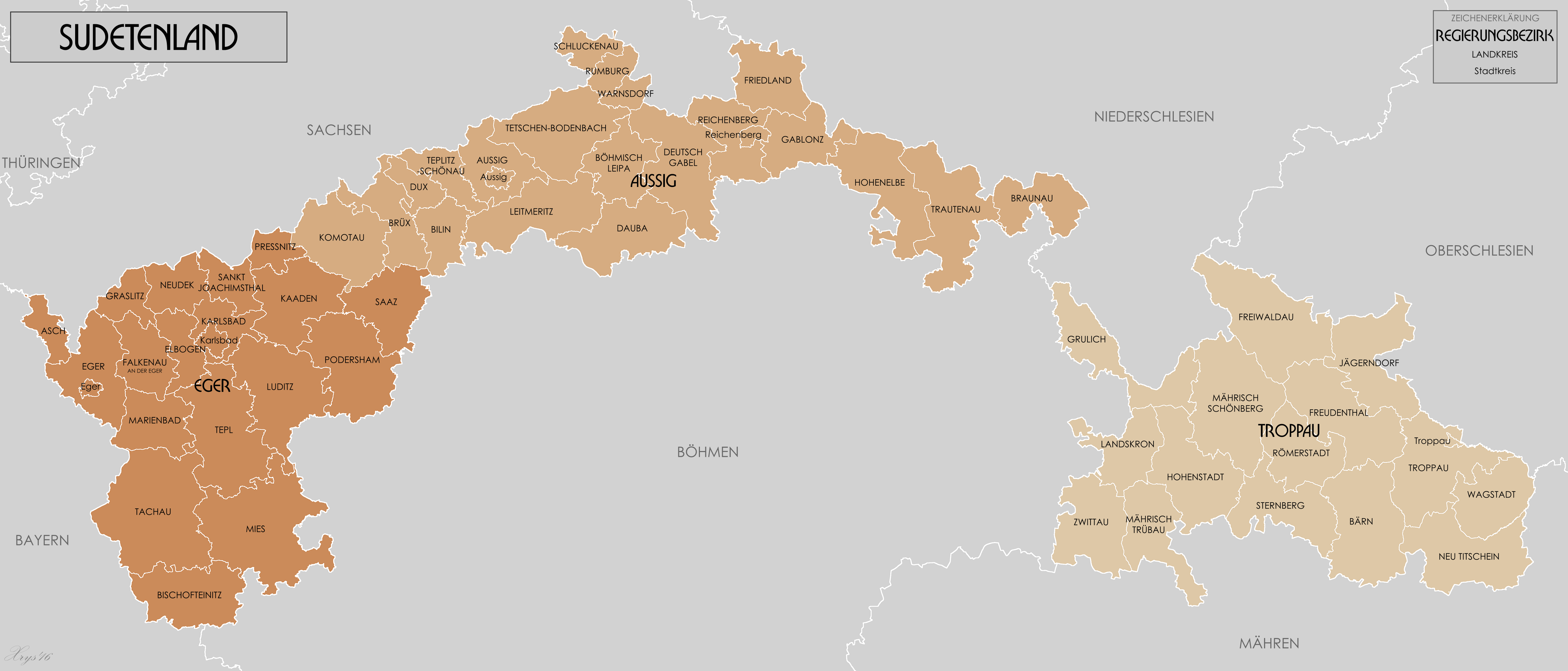
Verwaltungskarte des Reichsgaus Sudetenland

Der Landkreis Tepl bestand als deutscher Landkreis im Reichsgau Sudetenland in den Jahren 1938 bis 1945. Er umfasste am 1. Januar 1945 sieben Städte:
- Leskau
- Neumarkt
- Petschau
- Schönthal
- Tepl
- Theusing
- Weseritz

und 108 weitere Gemeinden.
Am 1. Dezember 1930 hatte das Gebiet des Landkreises Tepl 38.614 Einwohner; am 17. Mai 1939 waren es 35.993 und am 22. Mai 1947 umfasste es 18.109 Bewohner.

## Verwaltungsgeschichte

### Tschechoslowakei / Deutsche Besatzung
Nach dem Münchner Abkommen vom 29. September 1938 besetzten vom 1. bis 10. Oktober 1938  deutsche Truppen das Sudetenland. Der bisherige politische Bezirk Teplá der Tschechoslowakei trug fortan die frühere deutsch-österreichische Bezeichnung Tepl. Er umfasste die Gerichtsbezirke Petschau und Tepl. Seit dem 20. November 1938 führte der politische Bezirk Tepl die Bezeichnung „Landkreis“. Er unterstand bis zu diesem Tage dem Oberbefehlshaber des Heeres, Generaloberst Walther von Brauchitsch, als Militärverwaltungschef.

### Deutsches Reich
Am 21. November wurde das Gebiet des Landkreises Tepl förmlich in das Deutsche Reich eingegliedert und kam zum Verwaltungsbezirk der Sudetendeutschen Gebiete unter dem Reichskommissar Konrad Henlein.
Sitz der Kreisverwaltung wurde die Stadt Tepl.
Ab dem 15. April 1939 galt das Gesetz über den Aufbau der Verwaltung im Reichsgau Sudetenland (Sudetengaugesetz). Danach kam der Landkreis Tepl zum Reichsgau Sudetenland und wurde dem neuen Regierungsbezirk Eger mit dem Sitz der Regierungspräsidenten in Karlsbad zugeteilt.
Zum 1. Mai 1939 wurde eine Neugliederung der teilweise zerschnittenen Kreise im Sudetenland verfügt. Danach blieb der Landkreis Tepl in seinen bisherigen Grenzen erhalten. Vom aufgelösten Landkreis Plan erhielt er dessen Ostteil, den Gerichtsbezirk Weseritz.
Bei diesem Zustand blieb es bis zum Ende des Zweiten Weltkriegs.

### Tschechoslowakei / Tschechische Republik
Seit Mai 1945 gehörte das Gebiet zunächst wieder zur Tschechoslowakei. Die Deutschen wurden aufgrund der Beneš-Dekrete vertrieben. Seit 1993 ist es ein Teil der Tschechischen Republik.

## Landräte
1939–1943: Anton Stopfkuchen (1907–1983), ab  Juli 1943 bis Kriegsende Soldat

## Kommunalverfassung
Bereits am Tag vor der förmlichen Eingliederung in das Deutsche Reich, nämlich am 20. November 1938, wurden alle Gemeinden der Deutschen Gemeindeordnung vom 30. Januar 1935 unterstellt, welche die Durchsetzung des Führerprinzips auf Gemeindeebene vorsah. Es galten fortan die im bisherigen Reichsgebiet üblichen Bezeichnungen, nämlich statt:
- Ortsgemeinde: Gemeinde,
- Marktgemeinde: Markt,
- Stadtgemeinde: Stadt,
- Politischer Bezirk: Landkreis.

## Ortsnamen
Es galten die bisherigen Ortsnamen weiter, und zwar in der deutsch-österreichischen Fassung von 1918.

## Städte und Gemeinden
Stand 1. Juli 1941
- Alt Sattl (Staré Sedlo)
- Besikau (Bezděkov)
- Blaschin (Blažim)
- Böhmisch Borau (Beranov)
- Böhmisch Domaschlag (Domaslav)
- Böhmisch Kilmes (Chloumek)
- Branischau (Branišov)
- Deutsch Borau (Beranovka)
- Deutsch Thomaschlag (Domaslavicky)
- Dobrawod (Dobrá Voda)
- Döllnitz (Odolenovice)
- Enkengrün (Jankovice)
- Fürwitz (Vrbice u Bezdružic)
- Gabhorn (Javorná)
- Gängerhof (Chodov)
- Geischowitz (Kejšovice)
- Girsch (Krsy)
- Girschowa (Krsov)
- Goßmaul (Kosmová)
- Grün (Louka)
- Gstom (Stan)
- Hangendorf (Olešovice)
- Hermannsdorf (Heřmanov)
- Hohen Jamny (Vysoké Jamné)
- Honau (Hanov)
- Hurschk (Hoštěc)
- Hurz (Zhořec)
- Kilitz (Chylice)
- Kladerlas (Kladruby)
- Kokaschitz (Kokašice)
- Konstantinsbad (Konstantinovy Lázně)
- Koschowitz (Kojšovice)
- Krelowitz, auch Křelowitz, Krzelowitz (Křelovice, auch Chřelovice)
- Krips (Křivce)
- Kschiha (Číhaná)
- Kurschin (Kořen)
- Kutsch (Chudeč)
- Landek (Otročín)
- Langen-Radisch (Dlouhé Hradiště)
- Leimgruben (Hlinky)
- Leskau (Lestkov)
- Lohm (Lomy)
- Lusading (Služetín)
- Malkowitz (Málkovice)
- Mariafels (Slavice)
- Mies (Měchov)
- Müllersgrün (Milešov)
- Müllowa (Mydlovary)
- Neschikau (Nežichov)
- Neschowa (Něšov)
- Nesnitz (Nezdice)
- Neudorf I (Nová Ves u Sokolova)
- Neudorf II (Nová Ves)
- Neu Kaunitz (Nové Kounice)
- Neumarkt, Stadt (Úterý)
- Ober Kozolup (Horní Kozolupy)
- Pauten (Poutnov)
- Pern (Beroun)
- Peschkowitz (Pěčkovice)
- Petschau, Stadt (Bečov nad Teplou)
- Pfaffengrün (Popovice)
- Pirten (Brť)
- Planes (Pláň)
- Pobitz (Babice)
- Pöcken (Pěkovice)
- Pokeslaw (Pakoslav)
- Poliken (Políkno)
- Polinken (Polinka)
- Polschitz (Dolní Polžice)
- Polutschen (Poloučany)
- Poschitz (Poseč)
- Prochomuth (Prachomety)
- Pröles (Přílezy)
- Prosau (Mrázov)
- Rading (Radyně)
- Rankowitz (Rankovice)
- Rössin (Řešín)
- Saduba (Zádub)
- Sahrad (Služetín)
- Sattel (Sedlo)
- Scheiben-Radisch (Okrouhlé Hradiště)
- Schirnik (Žernovník)
- Schönthal, Stadt (Krásné Údolí)
- Schönwehr (Krásný Jez)
- Schrikowitz (Křepkovice)
- Schwitz (Světec)
- Setzlaw (Břetislav)
- Skupsch (Skupeč)
- Stipokl (Štipoklasy)
- Strahof (Strahov)
- Teichhausen (Rybničná)
- Tepl Stadt (Teplá)
- Tepl Stift
- Theusing, Stadt (Toužim)
- Tissau (Tisová)
- Töpeles (Teplička)
- Trahona (Trhomné)
- Trossau (Dražov)
- Tschebon (Třebouň)
- Tscheliv (Čeliv)
- Uitwa (Útvina)
- Unter Jamny (Dolný Jamny)
- Unter Tiefenbach (Dolní Hluboká)
- Utzin (Očín)
- Wasserhäuseln (Vodná)
- Wesaamin (Bezemín)
- Weserau (Bezvěrov)
- Weseritz, Stadt (Bezdružice)
- Wischezahn (Vysočany)
- Wischkowitz (Výškovice)
- Witschin (Vidžín)
- Wolfersdorf (Olbramov)
- Wostrowa (Ostrov u Bezdružic)
- Zebau (Cebiv)
- Zeberheisch (Dřevohryzy)